# Akira Nishino (homme politique)
Pour l’article homonyme, voir Akira Nishino.
Akira Nishino (西野 陽, Nishino Akira, né le 15 janvier 1940) est un homme politique japonais, membre du parti libéral démocrate, élu à la chambre des représentants du parlement national.
Né à Higashiōsaka, il est diplômé de l'université du Kansai. Il est élu à l’assemblée de la préfecture d'Osaka pour la première fois en 1975. En 1993, il se présente sans succès aux élections législatives nationales, comme membre du PLD. Il remporte un siège pour la première fois en 1996, comme membre du Shinshintō. Plus tard, il redevient membre du PLD.